# Abe de Vries (schrijver)
Abe de Vries (Wijnaldum, 10 januari 1965) is een Friese dichter, essayist, literair criticus, journalist, uitgever, vertaler en fotograaf.

## Biografie
Na de middelbare school Simon Vestdijk in Harlingen studeerde De Vries politicologie aan de Universiteit van Amsterdam. Die studie was daar toen, in 1983, nog marxistisch georiënteerd en dat zou zijn sporen nalaten in het werk van De Vries. In Amsterdam ontwikkelde hij een grote belangstelling voor de literatuur, vooral voor poëzie.
Na zijn dienstplicht tekende hij bij en werkte zes jaar op contractbasis als inlichtingenofficier. Als militair studeerde hij geschiedenis in Groningen, van 1993 tot 1996. Geschiedfilosoof Frank Ankersmit zou, hoewel hij een uitgesproken liberaal was, een belangrijke invloed hebben op het denken van De Vries, door zijn intellectuele, theoretische aanpak van de geschiedschrijving.
De Vries gaf les aan de leden van het vredesleger in Bosnië en Kroatië over de achtergronden van het conflict in die landen. Over de conflicten op de Balkan schreef hij opiniestukken voor alle landelijke kranten. In 1996 werd hij verslaggever bij het Groninger Algemeen Persbureau Tammeling. In 1999 werd hij, uit onvrede over de emotionele en eenzijdige berichtgeving, correspondent in Belgrado voor het ANP, Trouw en Elsevier. Van 2000 tot 2006 was hij buitenlandredacteur bij Elsevier en maakte hij voor de reportages reizen naar onder meer ex-Joegoslavië, Roemenië, Hongarije, Oostenrijk, Tsjechië, Frankrijk, Polen, Rusland en Afghanistan.
In februari 2003 nam De Vries het initiatief tot de oprichting van tijdschrift Farsk, waarvan hij tot oktober 2006 hoofdredacteur was. Daarnaast schreef hij op het internet zijn eenmanstijdschrift Oranzjery De Kopspiker, dat hij in 2010 verving door het weblog Seedyksterfeartfisk. Dat was jarenlang een Fries-literair blog dat het artistiek-culturele zowel als het milieu-activistische debat informeerde.
Begin 2005 volgde hij Jabik Veenbaas op as prozarecensent bij de Leeuwarder Courant. Van 2006 tot 2011 was hij uitgever bij de Friese Pers Boekerij/Noordboek. Vanaf 2011 af is hij verbonden aan het Friesch Dagblad, eerst als recensieschrijver van Friese poëzie en essayïstische publicaties, verslaggever van algemeen-culturele onderwerpen en columnist van de wekelijkse column "Skroeier" en van 2014 af ook als eindredacteur van het Friesch Dagblad.
In 2015 richtte De Vries, samen met Friduwih Riemersma, het literaire tijdschrift Fers2 op, dat onafhankelijk wil blijven van de op nationalisme en taalwederopbouw gerichte Friese literatuurpolitiek.

## Poëzie
In zijn jeugd schreef De Vries Nederlandstalige gedichten. In 2002 debuteerde hij in het Fries met de bundel De weromkommer yn it ûnlân. Gedichten uit de bundel werden eerder in de Friese literaire tijdschriften Trotwaer, Hjir en Kistwurk gepubliceerd. Van het vernieuwende, dwarse Kistwurk was hij ook redactielid.
In zijn vroege poëzie probeerde hij een balans te vinden tussen het heden en zijn verloren jeugd in Wijnaldum, met daaraan verwant het thema van de verloren liefde. Ook Oost-Europa was in die periode dikwijls het onderwerp van zijn dichten. Later kwam de liefde, het zoeken naar de betekenisvolle ander, het vinden en het weer verliezen van geborgenheid, centraal in zijn poëzie te staan. Essentiële motieven zijn het verloren gaan van de Friese taal, de geschiedenis en de aantasting van de noordelijke Friese kuststreek en de marginale positie van de Friestalige kunstenaar. De Vries zijn lyrische poëzie laat een verschuiving zien van beeld-georiënteerd naar een bredere, meer verhalende aanpak waar taal als klank alle ruimte in krijgt.
in 2005 kreeg De Vries de Gysbert Japicxpriis voor zijn tweede bundel In waarm wek altyd. Hij is daarmee, naast Trinus Riemersma, Jan Wybenga en Willem Abma de vierde Friese schrijver die de prijs kreeg voor een jong oeuvre; er heeft nog nooit zo'n korte tijd gezeten tussen het opnemen van het literaire metier en het ontvangen van de Gysbert Japicxpriis als bij het toekennen van die prijs aan De Vries.
In januari 2013 verscheen Ravensulver/Ravenzilver en in 2015 Brek dyn klank. De bundels gaan opnieuw in op de postmoderne ontwortelde relaties, maar Brek dyn klank vanuit een meer delicaat, doorleefd perspectief dan het eerdere werk, terwijl het tegelijk de klassieke stijl bewaart.
Met Opskuorgebieten, in 2017, veranderden de stof en de vorm. In vaste versvorm, met eindrijm en metrum, werd het persoonlijke politiek. De melancholie bleef, maar niet langer lag de bron daarvan bij de enkeling die zijn natuur niet de baas kan. Omgekeerd streeft de 'ik' in Blaumelly (2020) niet minder romantisch dan in de Weromkommer naar verbinding met de dingen om hem heen. En dat lukte ook, als de macht de dichter zijn land en taal niet onbruikbaar zou maken.

## Essays
Daarnaast is De Vries een essayschrijver. Een aantal essays over de Friese poëzie hebben hun weg gevonden als inleidingen van anthologieën en verzamelbundels. De essaybundels over de Friese literatuur, Identiteit & kowesturten uit 2008 en Erfskip & krisis uit 2015 zijn een idiosyncratische mix van empirische literatuurgeschiedenis, filosofische cultuurkritiek en reflectie op de eigen wortels.

## Fotografie
Het fotowerk is op het snijvlak van documentaire fotografie en kunstfotografie. Vaak is het Friese landschap het onderwerp en de muze. Exposities van het werk waren in Veenwouden, Tresoar in Leeuwarden en in Eernewoude.

#### Poëzie
- 2002 - De weromkommer yn it ûnlân
- 2004 - In waarm wek altyd
- 2006 - Under fearne goaden
- 2006 - Warme boxkachels & weke irenes / Waarme bokskachels & weake irenes (Tweetalige bloemlezing)
- 2008 - Fangst fan 'e demoandolfyn
- 2010 - Sprankeskyn
- 2013 - Ravensulver/Ravenzilver
- 2015 - Brek dyn klank
- 2017 - Opskuorgebieten
- 2019 - Mienskar, sonnetten (verspreid in pdf-vorm)
- 2020 - Blaumelly
- 2021 - Ik haw myn kobist fêstbûn oan in appelbeam / Ik bond mijn koe vast aan een appelboom (Tweetalige bloemlezing)
- 2023 - Bloedprikke
- 2025 - Njoggen dagen yn it gers

#### Essays
- 2008 - Identiteit & kowesturten. Essays oer Fryske literatuer
- 2015 - Erfskip & krisis. Essays oer Fryslân en Fryske literatuer 2

#### Vertalingen
- 2007 - Sjoerd Spanninga - Indian Summer. Een keuze uit zijn gedichten (met co-vertaler Jabik Veenbaas)
- 2013 - Ynferno (Inferno, door Dan Brown)
- 2017 – Hoe't god ferdwûn út Jorwert (Hoe god verdween uit Jorwerd, door Geert Mak)
- 2019 - In rûgel wyt. Gedichten fan Robert Frost
- 2019 - Mijn harp is voor jou (bloemlezing uit de gedichten van Pieter Jelles Troelstra)
- 2020 - Boechbylden (bloemlezing uit de gedichten van J.J. Slauerhoff; co-vertaler Eppie Dam)
- 2021 - Testament van de ziel (door Hylke Speerstra)
- 2023 - Do, lêste rebel! / Jij, laatste rebel! (gedichten van H.H. ter Balkt)

#### Literair-historisch
- 2004 - It sil bestean (Essay en bloemlezing uit het werk van Obe Postma)
- 2005 - Skielk beart de hjerst (Essay en bloemlezing uit het werk van Douwe Kiestra)
- 2008 - Het goud op de weg. De Friese poëzie sinds 1880
- 2016 - Marten Hepkes Bakker: Dan krije ek de fûgels dien - gedichten
- 2019 - Duvelskeunstner (bloemlezing gedichten van Waling Dijkstra, met inleiding)
- 2020 - Folksskriuwer (Bloemlezing proza van Waling Dykstra, met inlieding)
- 2023 - De Winskhoed fan Fortunatus / De Wenshoed van Fortunatus (verhalenbundel van Waling Dijkstra)

#### Samenstelling/redactie
- 2009 - Boerewurk - Johannes Doedes de Jong
- 2009 - Giftige Zomer / Giftige Simmer (met Albertina Soepboer)
- 2011 - "Fergetten pommerant. De poëzij fan Tjitte Piebenga as 'missing link'" (Inleiding bij Sammele wurk - Poëzij fan Tjitte Piebenga)
- 2012 - "De tsjustere Apollo" (Ynlieding by de Samle fersen fan Jan Wybenga)
- 2013 - Bulldozers en bloednoazen. De stadsrand van Leeuwarden. (Foto's)
- 2014 - Friesland-Fryslân (Foto's)

#### Prijzen
- 2002 - Rely Jorritsmapriis - voor de cyclus "Fersen fan ferjitten"
- 2005 - Gysbert Japicxpriis - voor de dichtbundel In waarm wek altyd